# 大輪会
大輪会（だいりんかい）は、日本の企業集団の一つである。

## 経緯
旧大和銀行（現在のりそな銀行）を主幹事として、1987年（昭和62年）に発足。
主に近畿地方に地盤のある企業40社が、「国際花と緑の博覧会」への参加を目的として集まったことが発足の契機となった。パビリオンは「大輪会 水のファンタジアム」である。
また大林組や積水ハウス、日商岩井（現在の双日）など、旧三和銀行（現在の三菱UFJ銀行）を中心にしたグループ社長会の三水会やみどり会に加盟している企業もある。
現在は大阪市の緑化事業に寄付をするなど、慈善事業に力をいれている。構成メンバー数は52社。

## 参加企業一覧

### 現在の参加企業
- アサヒペン
- 石原産業
- 岩井コスモ証券
- エース
- エスペック
- 大阪ガス[注 1]
- 大塚化学
- 大塚食品
- 大林組[注 1][注 2]
- 奥村組
- カネカ[注 3]
- 共英製鋼
- 関西みらい銀行
- 近鉄百貨店
- きんでん
- 栗本鐵工所
- 鴻池組
- 江綿
- コカ・コーラボトラーズジャパン
- シキボウ
- シマノ[注 2]
- 新日本理化
- SCREENホールディングス
- 積水ハウス[注 1][注 2]
- 泉州電業
- 泉陽興業
- 双日[注 1][注 2][注 4][注 5]
- ダイダン[注 2]
- タカラスタンダード
- タカラベルモント
- タツタ電線
- 中外炉工業
- 東海リース
- 東洋テック
- 酉島製作所
- 日本触媒
- 日本基礎技術
- 野村建設工業
- 野村證券[注 6]
- 非破壊検査[注 2]
- AIG損害保険
- フジテック
- 扶桑化学工業
- 村田長
- 森組
- 山善
- ヤマダホームズ[注 7]
- ヤンマーホールディングス（ヤンマー）
- 吉本興業ホールディングス
- 淀川製鋼所[注 7]
- りそな銀行
- ローム

### かつての参加企業
- 紀州製紙（現：北越コーポレーション）
- 佐伯建設工業（現：あおみ建設）
- ニチモ